# Javier Díaz Sánchez
Javier Díaz Sánchez (Mairena del Aljarafe, España, 15 de mayo de 1997), conocido como Javi Díaz, es un futbolista español. Juega de portero en el Inter Club d'Escaldes de la Primera División de Andorra.

## Trayectoria
Comenzó su carrera jugando en los escalafones inferiores del Sevilla F. C. desde la temporada 2015-16 y paso al Sevilla Atlético en la temporada 2018-19. 
En la temporada 2018-19 debutó con el primer equipo en un partido correspondiente a la Primera División contra el Valencia C. F. En su debut, la parada que realiza frente al trallazo de Kevin Gameiro fue galardonada como la mejor parada de la 29.ª jornada de la Liga Santander. La pretemporada del año siguiente la realizó con el primer equipo ante la posible salida de Sergio Rico, donde pasó a formar parte del primer equipo durante las próximas tres temporadas y así luchar por la portería junto a porteros como Tomáš Vaclík, Bono o Marko Dmitrović.
El 7 de julio de 2022 fichó por el C. D. Tenerife. Jugó dos partidos en la Copa del Rey y la siguiente temporada fue cedido al C. F. Fuenlabrada antes de rescindir su contrato el 16 de julio de 2024. Un mes después se unió al Inter Club d'Escaldes de Andorra.

## Estadísticas
Actualizado al último partido disputado el 4 de noviembre de 2023.
| Club                            | Div.          | Temporada     | Liga  | Liga  | Copas nacionales | Copas nacionales | Copas internacionales | Copas internacionales | Total | Total |
| Club                            | Div.          | Temporada     | Part. | Goles | Part.            | Goles            | Part.                 | Goles                 | Part. | Goles |
| ------------------------------- | ------------- | ------------- | ----- | ----- | ---------------- | ---------------- | --------------------- | --------------------- | ----- | ----- |
| Sevilla F. C. "C" · España      | 3.ª           | 2015-16       | 7     | 0     | —                | —                | —                     | —                     | 7     | 0     |
| Sevilla F. C. "C" · España      | 3.ª           | 2016-17       | 10    | 0     | —                | —                | —                     | —                     | 10    | 0     |
| Sevilla F. C. "C" · España      | 3.ª           | 2017-18       | 19    | 0     | —                | —                | —                     | —                     | 19    | 0     |
| Sevilla F. C. "C" · España      | Total club    | Total club    | 36    | 0     | 0                | 0                | 0                     | 0                     | 36    | 0     |
| Sevilla F. C. · España          | 1.ª           | 2018-19       | 1     | 0     | 0                | 0                | 0                     | 0                     | 1     | 0     |
| Sevilla Atlético · España       | 2.ª B         | 2018-19       | 19    | 0     | —                | —                | —                     | —                     | 19    | 0     |
| Sevilla Atlético · España       | 2.ª B         | 2019-20       | 0     | 0     | —                | —                | —                     | —                     | 0     | 0     |
| Sevilla Atlético · España       | 2.ª B         | 2020-21       | 3     | 0     | —                | —                | —                     | —                     | 3     | 0     |
| Sevilla Atlético · España       | 1.ª RFEF      | 2021-22       | 22    | 0     | —                | —                | —                     | —                     | 22    | 0     |
| Sevilla Atlético · España       | Total club    | Total club    | 44    | 0     | 0                | 0                | 0                     | 0                     | 44    | 0     |
| Sevilla F. C. · España          | 1.ª           | 2021-22       | 1     | 0     | 0                | 0                | 0                     | 0                     | 1     | 0     |
| Sevilla F. C. · España          | Total club    | Total club    | 2     | 0     | 0                | 0                | 0                     | 0                     | 2     | 0     |
| C. D. Tenerife · España         | 2.ª           | 2022-23       | 0     | 0     | 2                | 0                | —                     | —                     | 2     | 0     |
| C. D. Tenerife · España         | Total club    | Total club    | 0     | 0     | 2                | 0                | 0                     | 0                     | 2     | 0     |
| C. F. Fuenlabrada · España      | 1.ª F         | 2023-24       | 1     | 0     | —                | —                | —                     | —                     | 1     | 0     |
| C. F. Fuenlabrada · España      | Total club    | Total club    | 1     | 0     | 0                | 0                | 0                     | 0                     | 1     | 0     |
| Inter Club d'Escaldes · Andorra | 1.ª           | 2024-25       | 0     | 0     | 0                | 0                | —                     | —                     | 0     | 0     |
| Inter Club d'Escaldes · Andorra | Total club    | Total club    | 0     | 0     | 0                | 0                | 0                     | 0                     | 0     | 0     |
| Total carrera                   | Total carrera | Total carrera | 83    | 0     | 2                | 0                | 0                     | 0                     | 85    | 0     |
| 1.                              |               |               |       |       |                  |                  |                       |                       |       |       |

## Palmarés

### Títulos internacionales
| Título                 | Club          | Sede     | Año     |
| ---------------------- | ------------- | -------- | ------- |
| Liga Europa de la UEFA | Sevilla F. C. | Alemania | 2019-20 |